# Кубок України з футболу 2023—2024
Кубок України з футболу 2023—2024 — 32-й розіграш Кубка України. Тривав з 29 липня 2023 року по 15 травня 2024 року.
За назвою титульного партнера — компанії VBET — турнір має комерційну назву VBET Кубок України.

## Регламент
Усі етапи турніру складаються з одного матчу. Якщо команди виступають в одній лізі, то господарем буде команда, яка отримала непарний номер під час жеребкування. Якщо команди з різних ліг, то господарем буде команда із нижчої ліги. Жеребкування перших чотирьох етапів відбувалося за територіальним принципом.

## Учасники
У цьому розіграші кубка беруть участь 47 команд чемпіонату України, а також чотири аматорські команди:
| Клуби Прем'єр-ліги: - «Ворскла» (Полтава) - «Верес» (Рівне) - «Динамо» (Київ) - «Дніпро-1» (Дніпро) - «Зоря» (Луганськ) - «Колос» (Ковалівка) - «Кривбас» (Кривий Ріг) - ЛНЗ (Черкаси) - «Металіст 1925» (Харків) - ФК «Минай» (Минай) - «Оболонь» (Київ) - ФК «Олександрія» (Олександрія) - «Полісся» (Житомир) - «Рух» (Львів) - «Чорноморець» (Одеса) - «Шахтар» (Донецьк) | Клуби першої ліги: - «Агробізнес» (Волочиськ) - «Буковина» (Чернівці) - «Вікторія» (Суми) - «Гірник-Спорт» (Горішні Плавні) - «Діназ» (Вишгород) - «Епіцентр» (Кам'янець-Подільський) - «Інгулець» (Петрове) - «Карпати» (Львів) - «Кремінь» (Кременчук) - «Лівий берег» (Київ) - ФСК «Маріуполь» (Маріуполь) - «Металіст» (Харків) - МФК «Металург» (Запоріжжя) - «Нива» (Бузова) - «Нива» (Тернопіль) - «Поділля» (Хмельницький) - СК «Полтава» (Полтава) - «Прикарпаття» (Івано-Франківськ) - «Чернігів-ШВСМ» (Чернігів) - ФК «Хуст» (Хуст) | Клуби другої ліги: - «Васт» (Миколаїв) - «Дружба» (Мирівка) - ПФК «Звягель» (Звягель) - ФК «Кудрівка» (Кудрівка) - «Локомотив» (Київ) - «Нива» (Вінниця) - «Реал Фарма» (Одеса) - «Скала 1911» (Стрий) - ФК «Тростянець» (Тростянець) - «Чайка» (Петропавлівська Борщагівка) - ЮКСА (Тарасівка) | Фіналіст та півфіналісти Кубка України серед аматорських команд сезону 2021/22 та 2022/23: - «Олімпія» (Савинці) - ФК «Миколаїв» (Львівська область) - «Фазенда» (Чернівці) - «Штурм» (Іванків) |

## Перший попередній етап
У даній стадії брали участь два учасники другої ліги та чотири аматорські команди. Жеребкування відбулося 21 липня 2023 року, матчі — 29 липня 2023 року.
| Команда 1          | Рахунок        | Команда 2          |
| ------------------ | -------------- | ------------------ |
| (ам) ФК «Миколаїв» | 6:1            | «Фазенда» (ам)     |
| (ам) «Олімпія»     | 0:1            | ФК «Кудрівка» (2л) |
| (ам) «Штурм»       | 1:1 (пен. 4:5) | ЮКСА (2л)          |

## Другий попередній етап
На даній стадії до трьох переможців першого попереднього етапу приєдналися інші 29 команд змагань ПФЛ (першої та другої ліг). Жеребкування відбулося 21 липня 2023 року, матчі — 2 та 3 серпня 2023 року.
| Команда 1            | Рахунок        | Команда 2           |
| -------------------- | -------------- | ------------------- |
| 2 серпня             |                |                     |
| (1л) «Прикарпаття»   | 2:1            | (1л) «Карпати»      |
| (1л) «Металіст»      | 1:2            | (1л) «Епіцентр»     |
| (2л) «Скала 1911»    | 5:2            | (1л) ФК «Хуст»      |
| (1л) «Поділля»       | 0:0 (пен. 2:3) | (1л) «Нива» Т       |
| (2л) «Нива» В        | 0:1 (дч)       | (1л) «Агробізнес»   |
| (ам) ФК «Миколаїв»   | 1:0            | (1л) «Буковина»     |
| (1л) «Гірник-Спорт»  | 1:0 (дч)       | (1л) СК «Полтава»   |
| (1л) «Інгулець»      | 4:3            | (1л) МФК «Металург» |
| (2л) ФК «Кудрівка»   | 3:0            | (1л) «Кремінь»      |
| (2л) ПФК «Звягель»   | 5:0            | (2л) «Чайка»        |
| (2л) ЮКСА            | 1:1 (пен. 4:3) | (1л) «Нива» Б       |
| (1л) «Чернігів-ШВСМ» | 1:2            | (1л) «Лівий берег»  |
| (1л) ФСК «Маріуполь» | 5:2            | (2л) «Васт»         |
| (2л) «Дружба»        | 1:2            | (1л) «Вікторія»     |
| (2л) ФК «Тростянець» | +:−            | (2л) «Реал Фарма»   |
| 3 серпня             |                |                     |
| (2л) «Локомотив»     | 1:0            | (1л) «Діназ»        |

## Третій попередній етап
У даній стадії брали участь 16 переможців другого попереднього етапу. Жеребкування відбулося 4 серпня, матчі — 15 та 16 серпня 2023 року.
| Команда 1            | Рахунок        | Команда 2            |
| -------------------- | -------------- | -------------------- |
| 15 серпня            |                |                      |
| (ам) ФК «Миколаїв»   | 1:3 (дч)       | (1л) «Агробізнес»    |
| (1л) «Прикарпаття»   | 1:2            | (1л) «Епіцентр»      |
| (2л) ПФК «Звягель»   | 4:0            | (2л) ЮКСА            |
| (2л) «Локомотив»     | 0:2            | (1л) «Лівий берег»   |
| (2л) ФК «Кудрівка»   | 2:2 (пен. 6:7) | (1л) ФСК «Маріуполь» |
| (1л) «Інгулець»      | 0:1            | (1л) «Вікторія»      |
| (2л) ФК «Тростянець» | 1:2            | (1л) «Гірник-Спорт»  |
| 16 серпня            |                |                      |
| (2л) «Скала 1911»    | 2:1 (дч)       | (1л) «Нива» Т        |

## Четвертий попередній етап
На даній стадії брали участь вісім переможців третього попереднього етапу та вісім клубів УПЛ (9—16 за рейтингом). Жеребкування відбулося 17 серпня, матчі — 23 серпня 2023 року.
| Команда 1            | Рахунок        | Команда 2            |
| -------------------- | -------------- | -------------------- |
| (2л) «Скала 1911»    | 0:2            | (Пл) «Рух»           |
| (1л) «Агробізнес»    | 0:2            | (Пл) «Полісся»       |
| (1л) «Епіцентр»      | 1:3            | (Пл) «Верес»         |
| (1л) ФСК «Маріуполь» | 2:2 (пен. 5:4) | (Пл) «Колос»         |
| (2л) ПФК «Звягель»   | 0:1            | (Пл) «Оболонь»       |
| (1л) «Лівий берег»   | 1:2 (дч)       | (Пл) «Чорноморець»   |
| (1л) «Гірник-Спорт»  | 1:3            | (Пл) «Металіст 1925» |
| (Пл) ЛНЗ             | 0:1            | (1л) «Вікторія»      |

## 1/8 фіналу
На даній стадії виступатимуть вісім переможців четвертого попереднього етапу та вісім клубів УПЛ (1—8 за рейтингом). Жеребкування відбулося 31 серпня, матчі — 26, 27 вересня і 12 жовтня 2023 року.
| Команда 1            | Рахунок        | Команда 2        |
| -------------------- | -------------- | ---------------- |
| 26 вересня           |                |                  |
| «Верес»              | 0:3            | «Шахтар»         |
| «Рух»                | 0:1            | ФК «Олександрія» |
| 27 вересня           |                |                  |
| (1л) «Вікторія»      | 1:0            | ФК «Минай»       |
| «Полісся»            | 1:1 (пен. 5:4) | «Дніпро-1»       |
| «Чорноморець»        | 2:1            | «Кривбас»        |
| «Оболонь»            | 1:0            | «Динамо»         |
| «Металіст 1925»      | 0:3            | «Ворскла»        |
| 12 жовтня            |                |                  |
| (1л) ФСК «Маріуполь» | 0:1            | «Зоря»           |

## 1/4 фіналу
Жеребкування відбулося 13 жовтня, матчі — 30 жовтня, 1 та 2 листопада 2023 року.
| Команда 1       | Рахунок        | Команда 2        |
| --------------- | -------------- | ---------------- |
| 30 жовтня       |                |                  |
| (1л) «Вікторія» | 0:3            | «Шахтар»         |
| 1 листопада     |                |                  |
| «Чорноморець»   | 4:1            | «Зоря»           |
| 2 листопада     |                |                  |
| «Оболонь»       | 0:3            | «Ворскла»        |
| «Полісся»       | 0:0 (пен. 4:3) | ФК «Олександрія» |

## 1/2 фіналу
Жеребкування відбулося 29 січня, матчі — 3 та 4 квітня 2024 року.
| Команда 1 | Рахунок | Команда 2     |
| --------- | ------- | ------------- |
| 3 квітня  |         |               |
| «Шахтар»  | 4:1     | «Чорноморець» |
| 4 квітня  |         |               |
| «Полісся» | 0:1     | «Ворскла»     |

## Фінал
| 15 травня 2024 19:00 +12 °C |

| «Ворскла»    | 1:2      | «Шахтар»              |
| ------------ | -------- | --------------------- |
| Ковталюк 85' | Протокол | Сікан 40' Конопля 55' |

| «Авангард», Рівне Глядачів: 3500 Арбітр: Віталій Романов (Дніпро) |

## Найкращі бомбардири
| № | Футболіст             | Клуб            | Голи (пен.) | Матчі |
| - | --------------------- | --------------- | ----------- | ----- |
| 1 | Дмитро Кулик          | ФК «Кудрівка»   | 4           | 3     |
| 1 | Андрій Штогрін        | «Чорноморець»   | 4           | 4     |
| 3 | Ярослав Квасов        | «Інгулець»      | 3           | 2     |
| 3 | Олександр Батальський | ФСК «Маріуполь» | 3           | 4     |
| 3 | Артур Ващишин         | ПФК «Звягель»   | 3 (1)       | 3     |